# Europese weg 82
De Europese Weg 82 of E82 is een Europese weg die loopt van Porto in Portugal naar Tordesillas in Spanje.

## Algemeen
De Europese weg 82 is een Klasse A West-Oost-verbindingsweg en verbindt het Portugese Porto met het Spaanse Tordesillas en komt hiermee op een afstand van ongeveer 380 kilometer. De route is door de UNECE als volgt vastgelegd: Porto - Vila Real - Bragança - Zamora - Tordesillas.